# Vademecum
Vademecum, wademekum (łac. vade mecum – „pójdź ze mną”; wymowa: wademekum) – książka zawierająca zbiór podstawowych informacji z danej dziedziny, najczęściej o charakterze praktycznym, wydany w formie drukowanej.
Kompendium, podręcznik, przewodnik.